# Kabney

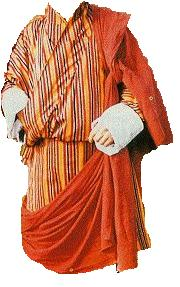
Orange kabney på en gho-kåpa

Kabney (dzongkha: བཀབ་ནེ་, bkab-ne) är en bhutanesisk sidenduk som är en del av bhutanesiska mäns nationaldräkt. Duken lindas runt mannen så att den kommer över hans vänstra axel. Det är obligatoriskt att använda kabney bland annat i kloster och alla offentliga byggnader. I stället för kabney använder kvinnor en rachu-duk. Kabneys längd brukar vara 90 x 300 cm.
Kabneys färg indikerar bärares sociala status (bilderna är riktgivande):
- vit: vanligt folk
- röd med vita ränder: kommunala beslutsfattare och guvernörer
- vit med röda ränder: byars ledare
- blå: parlamentariker (både i övrehus och underhus)
- orange: ministrar och viceministrar
- grön: domare
- gul (officiellt "saffran"): Bhutans kung och Je Khenpo
- röd: de som har beviljats titeln "dasho"

"Dasho" är en högt uppskattad bhutanesisk titel som beviljas till dem som har tjänstgjort det bhutanesiska folket på ett exceptionellt sätt. Titeln ger rätten till att använda en röd kabney vilket bekräftas av kungen. Titeln togs i bruk år 2014 och den första mottagaren var landets tidigare premiärminister Tshering Tobgay.
Det har diskuterats om ex-ministrarnas rätt att använda en orange kabney efter sin ämbetsperiod. År 2008 bestämdes det att den orange kabney är en del av ministerposten, vilket betyder att en minister måste sluta använda den orange kabney när han eller hon inte längre är minister.